# Alocasia brancifolia
Alocasia brancifolia là một loài thực vật có hoa trong họ Ráy (Araceae). Loài này được (Schott) A.Hay mô tả khoa học đầu tiên năm 1990.